# 李振邦 (1913年)
李振邦（1913年—2000年），男，江西丰城人，中华人民共和国军事人物，中国人民解放军少将，第五届全国政协委员。